# Scania R-Serie

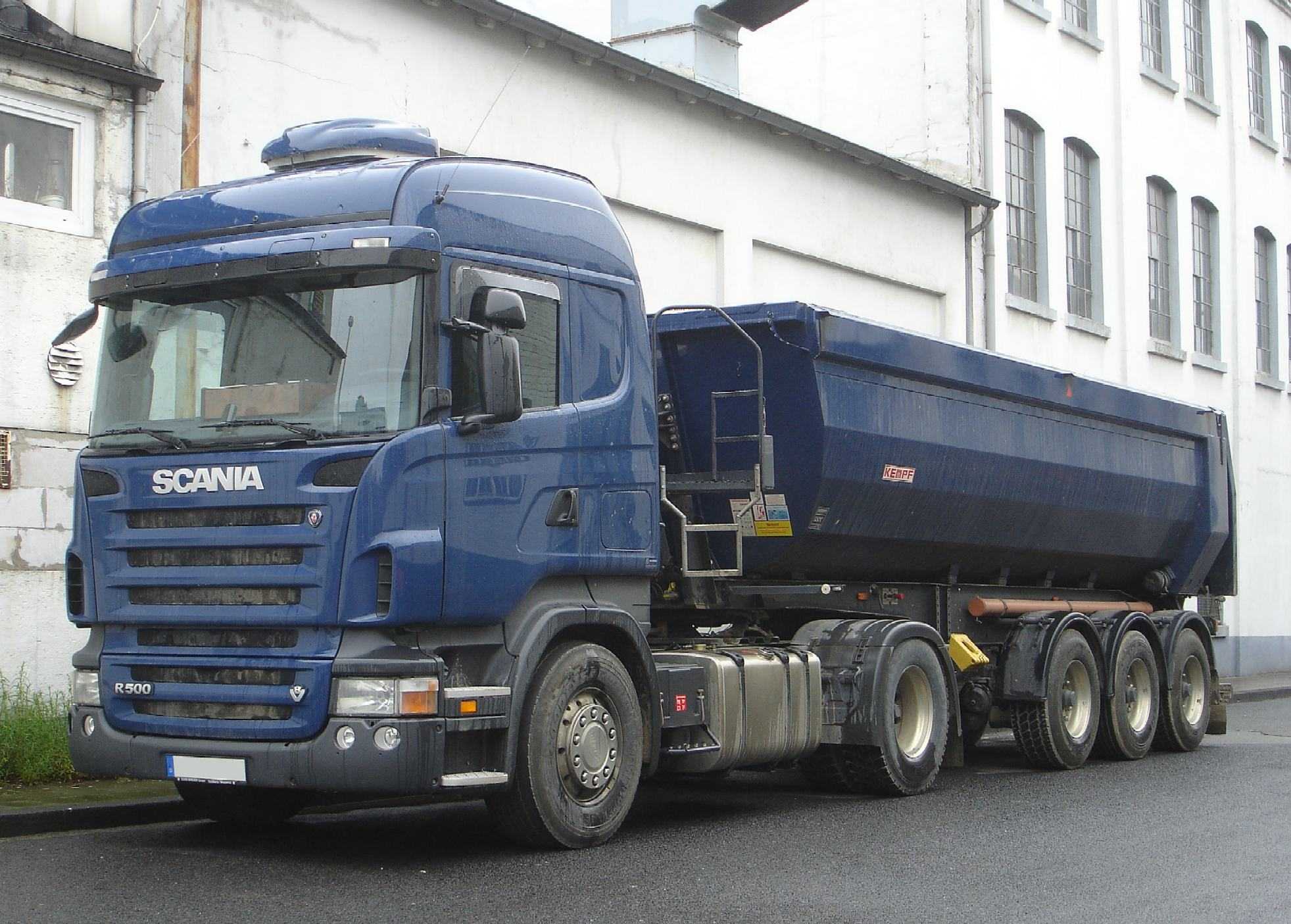
Scania R500 der ersten Generation

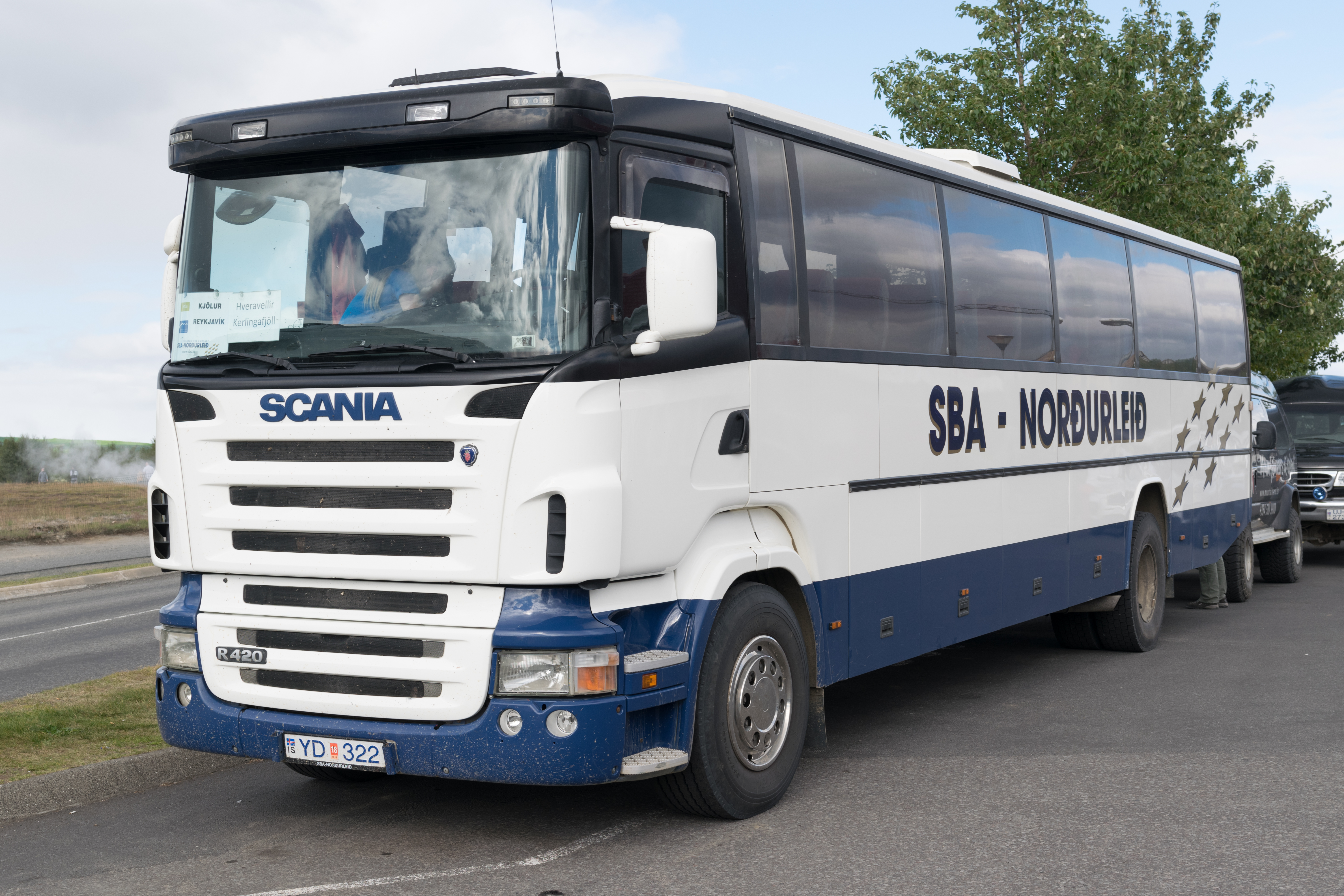
Scania R420 als Bus in Island

Die Scania R-Serie ist eine Modellreihe schwerer Lkws des schwedischen Herstellers Scania. Die R-Serie löste im Jahr 2005 die Serie 4 ab. Das Design ähnelt dem der Vorgängermodellreihe, und auch deren Technik wurde an vielen Stellen übernommen. Die Buchstaben- und Zahlenkombination der Modellbezeichnung gibt die Serie (R-Serie) und die gerundete Motorleistung in PS an. Modelle mit mehr als 368 kW (500 PS) Leistung und V8-Dieselmotor werden darüber hinaus als V8 bezeichnet. 2013 erfolgte die Einführung des Scania R-Streamline, der ausschließlich mit Euro-6-Motoren ausgestattet ist. Optisch unterscheidet er sich zum Vorgängermodell durch die neueren aerodynamisch optimierten Windabweiser seitlich am Fahrerhaus.

## Fahrerhäuser

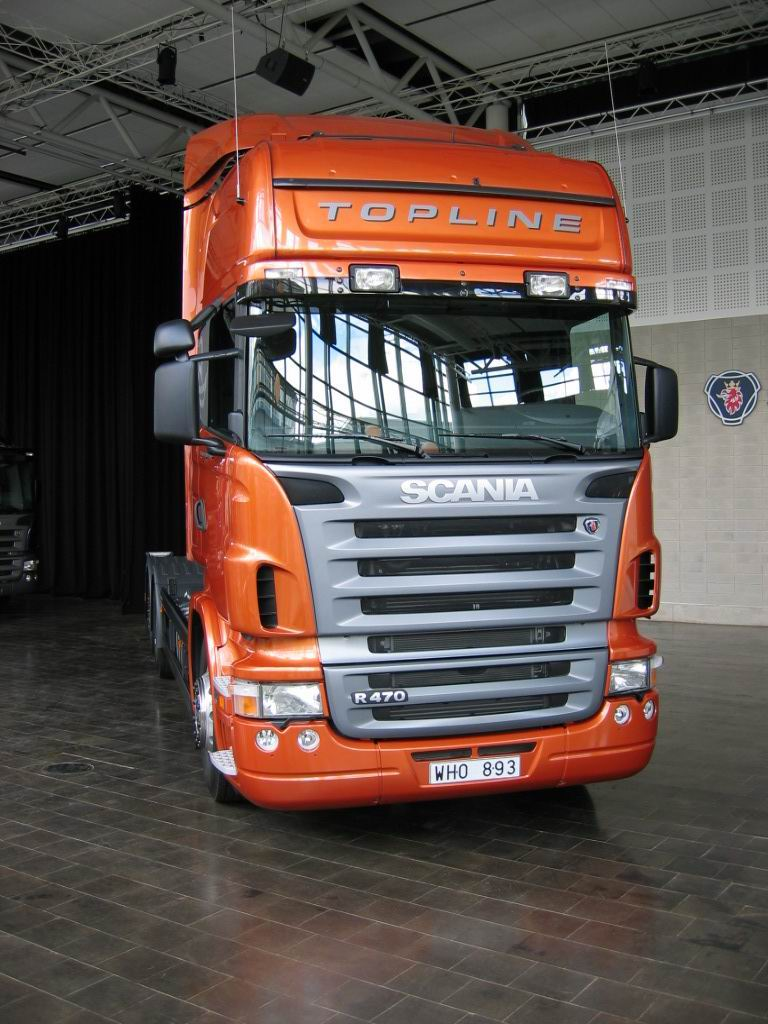
Scania R mit Topline-Fahrerhaus für den Fernverkehr

Scania bietet die R-Serie mit insgesamt fünf verschiedenen Fahrerhäusern an, die sich alle weiter individualisieren lassen.
- Mittellanges R-Fahrerhaus (3.100 mm Höhe)
- Niedriges R-Fahrerhaus (3.100 mm Höhe)
- Normales R-Fahrerhaus (3.340 mm Höhe)
- Highline (3.540 mm Höhe)
- Topline (3.860 mm Höhe)

## Notbremsassistent
Die Modelle der R-Serie sind mit einem Notbremsassistenten („Scania Advanced emergency braking system“, AEB) ausgerüstet, der dem Fahrer helfen soll, Kollisionen zu vermeiden. Im Falle eines nicht mehr aktionsfähigen Fahrers bringt das System den Lkw selbständig zum Stehen.

## Getriebe
Für die R-Serie sind vier Schalt- sowie zwei Automatikgetriebe verfügbar:
1. 8-Gang-Range-Schaltgetriebe
2. 8-Gang-Range-Schaltgetriebe mit Kriechgang
3. 12-Gang-Range-Split-Schaltgetriebe mit zwei Kriechgängen
4. 12-Gang-Range-Split-Schaltgetriebe mit Overdrive und zwei Kriechgängen
5. Allison-Getriebe
6. Scania Opticruise

## Motoren
Die R-Serie wird von Scania mit verschiedenen Motoren angeboten, die alle nach dem Diesel-Prinzip arbeiten.
| Modell           | Motorenbezeichnung | Bauart          | Hubraum         | Leistung             | Drehmoment                            | Treibstoffart    | Lieferbare Abgas- Standards |
| 9-Liter-Motoren  | 9-Liter-Motoren    | 9-Liter-Motoren | 9-Liter-Motoren | 9-Liter-Motoren      | 9-Liter-Motoren                       | 9-Liter-Motoren  | 9-Liter-Motoren             |
| ---------------- | ------------------ | --------------- | --------------- | -------------------- | ------------------------------------- | ---------------- | --------------------------- |
| R270             | DC9 E02            | R5              | 8,9l            | 198 kW bei 1.900/min | 1.200 Nm zwischen 1.100 und 1.400/min | Ethanol          | Euro 5 / EEV                |
| R280             | OC09 101           | R5              | 9,3l            | 206 kW bei 1.900/min | 1.350 Nm zwischen 1.000 und 1.400/min | Erdgas (CNG)     | Euro 6                      |
| R350             | OC09 102           | R5              | 9,3l            | 250 kW bei 1.900/min | 1.600 Nm zwischen 1.000 und 1.400/min | Erdgas (CNG)     | Euro 6                      |
| R250             | DC09 111           | R5              | 9,3l            | 184 kW bei 1.800/min | 1.250 Nm zwischen 1.000 und 1.300/min | Dieselkraftstoff | Euro 6                      |
| R280             | DC09 113           | R5              | 9,3l            | 206 kW bei 1.900/min | 1.400 Nm zwischen 1.000 und 1.350/min | Dieselkraftstoff | Euro 6                      |
| R320             | DC09 108           | R5              | 9,3l            | 235 kW bei 1.900/min | 1.600 Nm zwischen 1.050 und 1.300/min | Dieselkraftstoff | Euro 6                      |
| R360             | DC09 112           | R5              | 9,3l            | 265 kW bei 1.900/min | 1.700 Nm zwischen 1.100 und 1.350/min | Dieselkraftstoff | Euro 6                      |
| 13-Liter-Motoren |                    |                 |                 |                      |                                       |                  |                             |
| R370             | DC13 116           | R6              | 12,7l           | 272 kW bei 1.900/min | 1.900 Nm zwischen 1.000 und 1.300/min | Dieselkraftstoff | Euro 6                      |
| R410             | DC13 115           | R6              | 12,7l           | 302 kW bei 1.900/min | 2.150 Nm zwischen 1.000 und 1.300/min | Dieselkraftstoff | Euro 6                      |
| R450             | DC13 124           | R6              | 12,7l           | 331 kW bei 1.900/min | 2.350 Nm zwischen 1.000 und 1.300/min | Dieselkraftstoff | Euro 6                      |
| R490             | DC13 125           | R6              | 12,7l           | 360 kW bei 1.900/min | 2.550 Nm zwischen 1.000 und 1.300/min | Dieselkraftstoff | Euro 6                      |
| 16-Liter-Motoren |                    |                 |                 |                      |                                       |                  |                             |
| R500             | —                  | V8              | 15,6l           | 368 kW bei 1.800/min | 2.500 Nm zwischen 1.000 und 1.350/min | Dieselkraftstoff | Euro 5 / EEV                |
| R520             | DC16 101           | V8              | 16,4l           | 382 kW bei 1.900/min | 2.700 Nm zwischen 1.000 und 1.300/min | Dieselkraftstoff | Euro 6                      |
| R560             | —                  | V8              | 15,6l           | 412 kW bei 1.900/min | 2.700 Nm zwischen 1.000 und 1.400/min | Dieselkraftstoff | Euro 5                      |
| R580             | DC16 102           | V8              | 16,4l           | 427 kW bei 1.900/min | 2.950 Nm zwischen 1.000 und 1.350/min | Dieselkraftstoff | Euro 6                      |
| R620             | —                  | V8              | 15,6l           | 456 kW bei 1.900/min | 3.000 Nm zwischen 1.000 und 1.400/min | Dieselkraftstoff | Euro 5                      |
| R730             | DC16 103           | V8              | 16,4l           | 537 kW bei 1.900/min | 3.500 Nm zwischen 1.000 und 1.400/min | Dieselkraftstoff | Euro 6                      |
| R730             | —                  | V8              | 16,4l           | 537 kW bei 1.900/min | 3.500 Nm zwischen 1.000 und 1.350/min | Dieselkraftstoff | Euro 5 / EEV                |